# ŠKP Banská Bystrica
El ŠKP Banská Bystrica es un equipo de baloncesto eslovaco con sede en la ciudad de Banská Bystrica, que compite en la Slovakian Extraliga, la máxima competición de su país. Disputa sus partidos en el Športovej hale Dukla na Štiavničkách, con capacidad para 841 espectadores.

## Nombres
- BKM - (hasta 2009)
- ŠKP - (2009-)

## Posiciones en liga
- 1998 - (1-2)
- 1999 - (11)
- 2000 - (12)
- 2001 - (-2)
- 2005 - (7-2)
- 2006 - (16-2)
- 2007 - (9-2)
- 2008 - (1-2)
- 2009 - (6-Extraliga)
- 2010 - (7)
- 2011 - (8)
- 2012 - (9)
- 2013 - (7)

## Palmarés
- Campeón Slovakian D2 - 2008